# Венчање
Венчање је церемонија која се одвија приликом ступања у брак. Може се одржати на веома различитим местима, али је најчешће у цркви или некој државној институцији. Венчање које се не обави у цркви назива се грађанско венчање и оно се обавља пред матичарем у присуству два сведока. Тада будући супружници обећавају да ће живот провести заједно и да ће поштовати принципе брака, као и једно друго. Након тога, матичар им издаје венчани лист, односно потврду о томе да је брак званично склопљен. Супружници при томе могу да задрже своје презиме или преузму и/или додају презиме свог супружника.

## Различите културе
Многе религије обављају различите обреде и светковине које се одржавају приликом ступања у брак двоје верника. На државним законима је да те бракове верификују као легалне или не. Хришћански брак се углавном склапа у цркви. Брак склопљен пред Богом требало би да траје цео живот, али данас црквене власти дозвољавају развод, па и склапање новог брака. Православни свештеници крунишу младенце, док је код свих хришћана уобичајена размена бурми. Јеврејско венчање у синагоги је заправо договор двоје људи које благослови Бог. Они на венчању газе кристалну чашу како би показали како је љубав драгоцена и крхка. Муслимански брак је резултат договора две породице, а венчање се обавља у кући. Младенци хиндуистичке вероисповести седам пута обилазе око свете ватре, док код сика младожења води младу око свете књиге. Код сика је невеста обучена у црвено, док је у последњих сто година у западној Европи постало уобичајено да млада носи раскошне беле венчанице, што се сматра симболом чистоте и невиности. Сики, Јевреји и муслимани дозвољавају развод, али нерадо. За брачни пар који наиђе на тешкоће постоје саветници за брачне проблеме. Међу хиндусима, сикима и муслиманима се често дешавају уговорени бракови (док су супружници још деца), па се дешава и да се будући млада и младожења и не познају. У племену Бербери у Мароку постоји празник невести који се прославља сваке године у септембру. То је прилика да млади људи нађу себи сродну душу. Мушкарци који траже невесту том приликом су обучени у бело, а девојке су покривене веловима тако да лице не може да им се види. Младић ће видети лице девојке тек ако је ожени, што значи да разговором треба да оцени да ли је она за њега. Венчаће их такозвани кадија.
У Кини је могуће да чак и особе које више нису међу живима ступе у брак. Тада се приређују такозвана венчања духова. Био је то начин да, родитељи девојке или младића који су умрли пронађу зета или снају (који су живи). Оваква венчања се спомињу у кинеским легендама пре најмање две хиљаде година.

## Обичаји у Србији
У разним деловима Србије, свадбени обичаји се мање или више разликују. На венчање је најчешће позивао момак који је припадао младином или младожењином роду, који је са собом носио окићену буклију у којој је вино или ракија. Очекивало се од домаћина који се позива да се прекрсти, отпије мало из буклије и да каже:

„Дај Боже да су младенци живи и здрави, да их прати срећа и љубав, да ове године венчамо, а идуће крстимо.“

### Припреме за венчање
Куму и старом свату се, осим буклије, носи и јабука у коју они утискују дукат или метални новац. Припреме за венчање се дешавају и у кућама младе и младожење: цвећем се кити капија и кућа. Девојке такође сакупљају и рузмарин којим ће касније китити сватове. Струк рузмарина се везује траком која је у бојама српске заставе а на одећу учесника свадбе се причвршћује чиодама. Кићење се наплаћује а новац остаје девојци која је китила сватове. Два дана уочи свадбе, капија испред младожењине куће се отвара и не затвара се до краја весеља. У данашње време често се уместо рузмарина користе и метални беџеви који се каче на гардеробу.

### Дан венчања
На сам дан свадбе, од раног јутра, девојка се припрема и облачи венчаницу. Њене другарице и сестре дођу да је ките, чешљају и певају јој. Те песме могу да буду и тужне јер традиционално девојка напушта родитељски дом.
У кући младожење је окупљање сватова које девојке ките рузмарином. Младожења са друговима или браћом одлази колима (или фијакером) по кума који се сматра важним гостом и који се дочекује музиком. Исту част има и стари сват. Ту је и барјактар или другачије војвода који је обично младожењин зет, који на свадби иде први и носи државну заставу.
Када се сви окупе, свадбена поворка иде по младу. У новије време ту поворку чине (луксузна) кола која су окићена цвећем и пешкирима или ћебадима. У Јадру и Мачви организацију сватова око одласка по младу од домаћина преузима блиски рођак, пријатељ или комшија који се зове чауш. Мада на новим свадбама све чешће пешкири се замењују кошуљама. У ужичком крају посебан весник иде другим путем, возећи брзо да узме Муштулук родитељима младе - са вешћу да су сватови са младожењом кренули.
Традиција налаже да до невесте није лако доћи. На капији је високо подигнута јабука коју младожења или његов рођак треба да погоди из пушке, а на улазу је постављена препрека испод које је корито са водом у које сватови убацују новац како би прошли. Такође, брат неће извести сестру док му младожења или девер не плати.
Девер преузима младу која му дарује бели пешкир који он носи пребачен преко рамена. Његов задатак је да чува и пази младу током целог весеља. Младини родитељи ће послужити госте, а потом се млада опрашта са својим родитељима који јој дају благослов.
Младенци тада одлазе на венчање које може обавити матичар и/или свештеник.
Након тога, млада баца бидермајер окренута леђима. Девојке покушавају да ухвате бидермајер, јер се верује да ће она која то успе - следећа да се уда. Свадбено весеље се одвија у младожењиној кући и тамо се поворка упућује након обреда венчања.
Свекар је тај који помаже младој да изађе из фијакера и дарује јој златни дукат, а она њему кошуљу.
Постоји неколико ритуала приликом пристизања младе у младожењину кућу. Један од њих је да јој се принесе мушко дете (наконче), које она подигне, три пута окрене и пољуби. То ради због веровања да ће онда и она рађати мушку децу.
Весеље почиње за окупљане сватове, а касније у госте пристижу и пођани. На весељу које следи, млада и младожења дворе све госте, а млада их дарује и кошуљама, пешкирима и другим даровима. Свадбено весеље траје два-три, па и више дана.

### Венчање у православној цркви
До краја Другог светског рата, венчање код Срба се углавном обављало у цркви, православним обредом. Након доласка комуниста на власт, законом је уведена обавеза да се цивилни брак мора склапати испред матичара, и да црквени брак није довољан за заснивање истог, што је, уз социјалне притиске на младе да одбаце цркву као застарелу институцију, довело до драстичног опадања црквених бракова. Након распада Југославије  и обнављања црквеног живота, већина младенаца се, поред обавезног грађанског венчања, одлучује и за венчање у цркви.
Чином венчања у православној цркви се сматра сједињење двоје људи за читав живот. За овај радосни и свечани догађај у животу православних хришћана, везано је мноштво народних обичаја. Суштина Свете тајне брака, није у свадбеном весељу, већ, пре свега, у једном озбиљном приступу светињи брачне заједнице, која је темељ и основа породице, а тиме, и цркве и државе. За православно црквено венчање је везано много различитих обичаја, који се разликују од места до места, али је свима заједничко  сам чин венчања, који се у сваком православном храму спроводи по црквеном канону, односно по одређеним правилима. Према Брачним правилима Српске православне цркве  за склапање брака траже се следећи услови:два лица разнога пола, њихова пуноважна изјава воље да ступе у брак, венчање у облику прописаном Црквом.Обред венчања увек обавља свештеник парохије којој припада младожења. Обично се обред венчања врши у парохијској цркви младожење. За сам чин венчања потребно је 4 свеће по две за оба сведока, бурме, чаша или пехар, бело платно и црно вино. Важно је да и млада и младожења буду крштени у православној цркви, као и сведоци, односно кумови. Црквена заповест хришћанима забрањује прављење свадбе уз пост.  Венчање и свадба се не врше у среду и петак, на Крстовдан 18. јануара, Усековање 11. септембра и Крстовдан 27. септембра. Венчање се не врши на Васкрс, нити светле седмице, јер тада су свечани дани који су посвећени славном Христовом васкрсењу, и никакво друго славље није примерено тим данима. Место венчања је искључиво храм, али по одобрењу епископа, а на предлог надлежног свештеника, може се, у нужди, (због болести младе или младожење) извршити и у дому једног од њих. Према правилу Српске православне цркве, обред венчања у црквама се обавља у току преподнева. Према народном веровању, пожељно је да се чин венчања и чин крштења обављају у овом делу дана, јер тада се сунце рађа и напредује. У црквеном праву постоје случајеви када је за склапање црквеног брака потребно тражити посебну дозволу од надлежног архијереја. Један од таквих случајева је и када је разлика у годинама између будућих супружника већа од 15 година и у случајевима када је један од будућих супружника већ имао један или више црквених бракова иза себе. Ако је један од супружника католичке или друге вероисповести, у принципу Српска православна црква дозвољава и таква венчања, без обавезе вашег супружника да мења веру. Једино на шта се, по правилу обавезује јесте да ће поштовати вашу веру и децу васпитавати у духу православља.  У вези са светом тајном венчања, оно што је битно за цркву, православну веру и њено учење су  два момента: предбрачни испит и венчање у цркви.

#### Предбрачни испит
Двоје пунолетних, мушко и женско, који испуњавају све остале услове које црква прописује за склапање црквеног брака, најпре обављају предбрачни испит. То је поступак, где црква испитује, да ли двоје кандидата за брак, испуњавају све услове које прописују црквени канони за склапање брака. Предбрачни испит обавља надлежни свештеник девојке. За испит младенци треба да припреме: црквену крштеницу, мушкарац потврду од свог надлежног свештеника о слободном брачном стању. О извршеном предбрачном испиту добијају потврду, коју предају надлежном свештенику младожење, на основу које овај може вршити венчање младенаца. Предбрачни испит мора бити обављен на три недеље пре венчања, како би свештеник могао на три литургије у цркви, да огласи жељу кандидата за венчање, и да пита народ, да ли постоји нека сметња за њихов брак.

#### Венчање
За дан венчања или свадбу, у нашем народу је везан обичај свадбеног  весеља. Код правих српских хришћанских домаћина, свечана сала или нека друга просторија, где се обавља свадбено весеље, украшена је православним симболима и српским знамењима. Пре него што сватови крену од младожењине куће по младу, треба обавити молитву. Домаћин упали свећу, узме кадионицу и жар, стави мало тамјана, окади икону, себе и младожењу и све сватове по реду, прочита молитву помоли се за сретна пута и сретна венчања, за сложан и срећан живот младенаца и тек онда се креће на пут по младу. Испред свадбене колоне иде стари сват, то јест неко од младожењине фамилије, ујак или неки други сродник или пријатељ, који ће уједно бити са младожењиним кумом други сведок на венчању у цркви. Иза њега иде младожењин кум, а иза њих младожења са оцем. Када се млада поведе на венчање иде се истим редом. Колона стаје пред црквом, а младенци, кумови и сви сватови у тишини и пристојности, каква доликује дому Божијем, улазе у храм. Младенци, праћени кумом и старим сватом, одлазе право пред двери на олтару. Ту се врши обручење. Бурме и сам чин обручења симболизују верност. Младенци тада, на своју руку, четврти прст десне шаке, стављају бурму и не скидају је до краја живота. Она их подсећа на завет верности који су дали у цркви пред Богом и свештеником. У току обручења, младенци, кум и стари сват, држе у рукама свеће, као симбол чистоте и невиности. Те свеће касније остају у цркви, а могу се понети и чувати као драга успомена на дан венчања. После обручења, младенци и кумови одлазе у централни део храма, и ту се врши света тајна венчања. На венчању се белим платном младенцима вежу десне руке, у знак вечите животне везаности, слоге и верности, узајамног помагања и љубави. Платно се, такође, чува као успомена. Младенцима се на венчању стављају венци, на главу. Данас се уместо венаца стављају круне. Отуда и назив венчање. Венци, данас круне, симболизују целомудрени живот младенаца до венчања, и благослов цркве за њихов заједнички живот у славу Бога и својих ближњих. Вино које се даје младенцима, негде и кумовима, на венчању, симболизује догађај у Кани Галилејској, када је Христос са својом Мајком, Пресветом Богородицом и својим ученицима био на свадби и претворио воду у вино. Трократни опход око стола на коме стоји крст и остало што је потребно за венчање, симболише вечну везу супружника, јер круг значи вечно трајање, а трократно обилажење је у славу Свете Тројице, Оца и Сина и Светога Духа. Брак који није склопљен на начин прописан црквом, за цркву није брак. Зато, деца из нецрквених бракова, за цркву су ванбрачна.

### Да ли је могуће венчати се други пут у цркви?
Особе које су се венчале у цркви, могу се и развести, наравно, али за разлику од такозваног грађанског развода, овде се тражи ” кривац “. Односно супружник који је више одговоран за развод црквеног брака. Када свештеник утврди ” кривицу ” одређује му казну, односно такозвану епитимију, која је у већини случајева оличена у томе да у зависности од степена ” кривице ” зависи и време када ће том супружнику бити дозвољено поново да ступи у црквени брак.

### Младенци
Овај празник се празнује 22. марта, а посвећен је успомени страдања светих четрдесет Мученика Севастијских, који су за Христову веру пострадали 320. године. Сви ови мученици беху младићи, па је наш народ тај дан узео као празник у који млади супружници (младенци) у своме дому примају госте, а ови им доносе поклоне и на тај начин им помажу на почетку њиховог брака и живота у брачној заједници. Младенци увек падају уз пост, јер Часни пост почиње обично почетком или средином марта, и зато свака гозба која се спрема овога дана, мора бити посна, ради здравља и напретка деце младих супружника.